# SQSTM1
SQSTM1 (англ. Sequestosome 1) – білок, який кодується однойменним геном, розташованим у людей на короткому плечі 5-ї хромосоми. Довжина поліпептидного ланцюга білка становить 440 амінокислот, а молекулярна маса — 47 687.
| 10         |  | 20         |  | 30         |  | 40         |  | 50         |
| ---------- |  | ---------- |  | ---------- |  | ---------- |  | ---------- |
| MASLTVKAYL |  | LGKEDAAREI |  | RRFSFCCSPE |  | PEAEAEAAAG |  | PGPCERLLSR |
| VAALFPALRP |  | GGFQAHYRDE |  | DGDLVAFSSD |  | EELTMAMSYV |  | KDDIFRIYIK |
| EKKECRRDHR |  | PPCAQEAPRN |  | MVHPNVICDG |  | CNGPVVGTRY |  | KCSVCPDYDL |
| CSVCEGKGLH |  | RGHTKLAFPS |  | PFGHLSEGFS |  | HSRWLRKVKH |  | GHFGWPGWEM |
| GPPGNWSPRP |  | PRAGEARPGP |  | TAESASGPSE |  | DPSVNFLKNV |  | GESVAAALSP |
| LGIEVDIDVE |  | HGGKRSRLTP |  | VSPESSSTEE |  | KSSSQPSSCC |  | SDPSKPGGNV |
| EGATQSLAEQ |  | MRKIALESEG |  | RPEEQMESDN |  | CSGGDDDWTH |  | LSSKEVDPST |
| GELQSLQMPE |  | SEGPSSLDPS |  | QEGPTGLKEA |  | ALYPHLPPEA |  | DPRLIESLSQ |
| MLSMGFSDEG |  | GWLTRLLQTK |  | NYDIGAALDT |  | IQYSKHPPPL |  |            |

A: Аланін

C: Цистеїн

D: Аспарагінова кислота

E: Глутамінова кислота

F: Фенілаланін

G: Гліцин

H: Гістидин

I: Ізолейцин

K: Лізин

L: Лейцин

M: Метіонін

N: Аспарагін

P: Пролін

Q: Глутамін

R: Аргінін

S: Серин

T: Треонін

V: Валін

W: Триптофан

Кодований геном білок за функцією належить до фосфопротеїнів. 
Задіяний у таких біологічних процесах, як апоптоз, імунітет, автофагія, диференціація клітин, ацетилювання, альтернативний сплайсинг, поліморфізм. 
Білок має сайт для зв'язування з іонами металів, іоном цинку. 
Локалізований у цитоплазмі, ядрі, ендоплазматичному ретикулумі, цитоплазматичних везикулах, лізосомі, ендосомах.